# U-20-Fußball-Asienmeisterschaft 2023
Die 41. U-20-Fußball-Asienmeisterschaft (offiziell: 2023 AFC U-20 Asian Cup) wurde vom 1. bis zum 18. März 2023 in Usbekistan ausgetragen. Usbekistan war bereits als Gastgeber der wegen der Corona-Pandemie ausgefallenen U-19-Fußball-Asienmeisterschaft 2021 vorgesehen. Es traten 16 Mannschaften zunächst in der Gruppenphase in vier Gruppen und danach im K.-o.-System gegeneinander an. Das Turnier diente als asiatische Qualifikation für die U-20-Fußball-Weltmeisterschaft 2023 in Argentinien. Es qualifizierten sich die besten vier Mannschaften dafür.
Usbekistan gewann das Turnier durch einen 1:0-Sieg im Finale gegen den Irak. Die beiden hatten sich im Halbfinale gegen Südkorea und Japan durchgesetzt. Titelverteidiger Saudi-Arabien schied bereits in der Gruppenphase aus. Torschützenkönig wurde der Japaner Naoki Kumata, der fünf Toren erzielte. Zum besten Spieler des Turniers wurde der Usbeke Abbosbek Fayzullayev ernannt.

## Teilnehmer

### Qualifikation
Von den 47 Mitgliedsverbänden der AFC meldeten sich 44 zur Teilnahme an. Die Auslosung der Gruppen fand am 24. Mai 2022 in Kuala Lumpur statt. Die bis dato angewandte Regel, die Teams nach ihrer geographischen Lage in die Westregion (bestehend aus West-, Zentral- und Südasien) und die Ostregion (bestehend aus Südost- und Ostasien) aufzuteilen, hatte die AFC im Februar 2022 aufgehoben. Die Mannschaften wurden in vier Fünfer- und sechs Vierergruppen gelost.
Die Gruppen wurden vom 10. bis zum 18. September 2022 weiterhin als Miniturniere ausgetragen, bei denen je einer der Teilnehmer als Gastgeber einer Gruppe fungiert. Die Gruppe H musste jedoch aufgrund der unsicheren Lage im Gastgeberland verschoben werden und fand so vom 14. bis zum 18. Oktober 2022 statt. Jede Mannschaft spielte einmal gegen jede andere ihrer Gruppe. Die zehn Gruppensieger und die fünf besten Zweitplatzierten qualifizierten sich für die Endrunde. Der Gastgeber aus Usbekistan nahm ebenfalls an der Qualifikation teil, war aber automatisch für die Endrunde gesetzt.
Ohne die abgesagte Austragung 2021 zu berücksichtigen, konnte sich Südkorea zum insgesamt 39. Mal für die Endrunde qualifizieren und bleibt damit Rekordteilnehmer. Dicht dahinter folgt der Nachbar Japan mit 38 sowie mit 21 bzw. 19 Teilnahmen der Iran und China. Für den Iran und Usbekistan ist es jeweils die erste Teilnahme nach 2016, für den Oman die erste nach 2014, für Syrien die erste nach 2012 und für Kirgisistan die erste nach 2006. Von den qualifizierten Mannschaften der abgesagten Austragung 2021 fehlen Bahrain, der Jemen, Kambodscha, Laos und Malaysia. Weiter überstanden neben Malaysia mit Chinese Taipei, Thailand sowie den Vereinigten Arabischen Emiraten drei weitere Teilnehmer von 2018 die Qualifikation nicht, während Nordkorea erst gar nicht teilnahm.

### Auslosung
Die Gruppenauslosung fand am 26. Oktober 2022 in der usbekischen Hauptstadt Taschkent statt. Die Mannschaften wurden entsprechend ihren Platzierungen bei der letzten Austragung im Oktober 2018 auf vier Lostöpfe verteilt und in vier Gruppen mit jeweils vier Mannschaften gelost. Gastgeber Usbekistan war bereits als Gruppenkopf der Gruppe A gesetzt.
- Lostopf 1: Usbekistan, Saudi-Arabien, Südkorea, Katar
- Lostopf 2: Japan, Tadschikistan, Australien, Indonesien
- Lostopf 3: Jordanien, China, Irak, Vietnam
- Lostopf 4: Iran, Oman, Syrien, Kirgisistan

Die Auslosung ergab folgende Gruppeneinteilung:
| Gruppe A   | Gruppe B   | Gruppe C      | Gruppe D      |
| ---------- | ---------- | ------------- | ------------- |
| Usbekistan | Katar      | Südkorea      | Saudi-Arabien |
| Indonesien | Australien | Tadschikistan | Japan         |
| Irak       | Vietnam    | Jordanien     | China         |
| Syrien     | Iran       | Oman          | Kirgisistan   |

## Gruppenphase
Die Gruppensieger und -zweiten qualifizieren sich für das Viertelfinale, die Dritt- und Viertplatzierten scheiden aus dem Wettbewerb aus. Bei Punktgleichheit zweier oder mehrerer Mannschaften wird die Platzierung durch folgende Kriterien ermittelt:
1. Anzahl Punkte im direkten Vergleich
2. Tordifferenz im direkten Vergleich
3. Anzahl Tore im direkten Vergleich
4. Wenn nach der Anwendung der Kriterien 1 bis 3 immer noch mehrere Mannschaften denselben Tabellenplatz belegen, werden die Kriterien 1 bis 3 erneut angewendet, jedoch ausschließlich auf die Direktbegegnungen der betreffenden Mannschaften. Sollte auch dies zu keiner definitiven Platzierung führen, werden die Kriterien 5 bis 9 angewendet.
5. Tordifferenz aus allen Gruppenspielen
6. Anzahl Tore in allen Gruppenspielen
7. Wenn es nur um zwei Mannschaften geht und diese beiden auf dem Platz stehen, kommt es zwischen diesen zu einem Elfmeterschießen.
8. Niedrigere Anzahl Punkte durch Gelbe und Rote Karten (Gelbe Karte 1 Punkt, Gelb-Rote und Rote Karte 3 Punkte, Gelbe Karte auf die eine direkte Rote Karte folgt 4 Punkte)
9. Losziehung

### Gruppe A
| Pl. | Land       | Sp. | S | U | N | Tore    | Diff. | Punkte |
| --- | ---------- | --- | - | - | - | ------- | ----- | ------ |
| 1.  | Usbekistan | 3   | 2 | 1 | 0 | 003:000 | +3    | 07     |
| 2.  | Irak       | 3   | 1 | 1 | 1 | 003:200 | +1    | 04     |
| 3.  | Indonesien | 3   | 1 | 1 | 1 | 001:200 | −1    | 04     |
| 4.  | Syrien     | 3   | 0 | 1 | 2 | 001:400 | −3    | 01     |

| 1. März 2023, 17:00 Uhr (13:00 Uhr MEZ) in Taschkent (Lokomotiv) |   |            |           |
| Indonesien                                                       | – | Irak       | 0:2 (0:1) |
| 1. März 2023, 19:00 Uhr (15:00 Uhr MEZ) in Taschkent (Milliy)    |   |            |           |
| Usbekistan                                                       | – | Syrien     | 2:0 (1:0) |
| 4. März 2023, 17:00 Uhr (13:00 Uhr MEZ) in Taschkent (Lokomotiv) |   |            |           |
| Syrien                                                           | – | Indonesien | 0:1 (0:1) |
| 4. März 2023, 19:00 Uhr (15:00 Uhr MEZ) in Taschkent (Milliy)    |   |            |           |
| Irak                                                             | – | Usbekistan | 0:1 (0:1) |
| 7. März 2023, 19:00 Uhr (15:00 Uhr MEZ) in Fargʻona              |   |            |           |
| Usbekistan                                                       | – | Indonesien | 0:0       |
| 7. März 2023, 19:00 Uhr (15:00 Uhr MEZ) in Taschkent (Lokomotiv) |   |            |           |
| Irak                                                             | – | Syrien     | 1:1 (1:0) |

### Gruppe B
| Pl. | Land       | Sp. | S | U | N | Tore    | Diff. | Punkte |
| --- | ---------- | --- | - | - | - | ------- | ----- | ------ |
| 1.  | Iran       | 3   | 2 | 0 | 1 | 006:400 | +2    | 06     |
| 2.  | Australien | 3   | 2 | 0 | 1 | 012:400 | +8    | 06     |
| 3.  | Vietnam    | 3   | 2 | 0 | 1 | 004:400 | ±0    | 06     |
| 4.  | Katar      | 3   | 0 | 0 | 3 | 002:120 | −10   | 0      |

| 1. März 2023, 15:00 Uhr (11:00 Uhr MEZ) in Fargʻona        |   |            |           |
| Australien                                                 | – | Vietnam    | 0:1 (0:1) |
| 1. März 2023, 19:00 Uhr (15:00 Uhr MEZ) in Fargʻona        |   |            |           |
| Katar                                                      | – | Iran       | 0:1 (0:0) |
| 4. März 2023, 15:00 Uhr (11:00 Uhr MEZ) in Fargʻona        |   |            |           |
| Iran                                                       | – | Australien | 2:3 (1:2) |
| 4. März 2023, 19:00 Uhr (15:00 Uhr MEZ) in Fargʻona        |   |            |           |
| Vietnam                                                    | – | Katar      | 2:1 (1:0) |
| 7. März 2023, 15:00 Uhr (11:00 Uhr MEZ) in Taschkent (JAR) |   |            |           |
| Katar                                                      | – | Australien | 1:9 (1:4) |
| 7. März 2023, 15:00 Uhr (11:00 Uhr MEZ) in Fargʻona        |   |            |           |
| Vietnam                                                    | – | Iran       | 1:3 (0:1) |

### Gruppe C
| Pl. | Land          | Sp. | S | U | N | Tore    | Diff. | Punkte |
| --- | ------------- | --- | - | - | - | ------- | ----- | ------ |
| 1.  | Südkorea      | 3   | 2 | 1 | 0 | 006:000 | +6    | 07     |
| 2.  | Jordanien     | 3   | 1 | 1 | 1 | 002:200 | ±0    | 04     |
| 3.  | Tadschikistan | 3   | 1 | 1 | 1 | 001:200 | −1    | 04     |
| 4.  | Oman          | 3   | 0 | 1 | 2 | 000:500 | −5    | 01     |

| 2. März 2023, 15:00 Uhr (11:00 Uhr MEZ) in Taschkent (JAR)       |   |               |           |
| Südkorea                                                         | – | Oman          | 4:0 (2:0) |
| 2. März 2023, 17:00 Uhr (13:00 Uhr MEZ) in Taschkent (Lokomotiv) |   |               |           |
| Tadschikistan                                                    | – | Jordanien     | 0:2 (0:2) |
| 5. März 2023, 15:00 Uhr (11:00 Uhr MEZ) in Taschkent (JAR)       |   |               |           |
| Jordanien                                                        | – | Südkorea      | 0:2 (0:0) |
| 5. März 2023, 17:00 Uhr (13:00 Uhr MEZ) in Taschkent (Lokomotiv) |   |               |           |
| Oman                                                             | – | Tadschikistan | 0:1 (0:0) |
| 8. März 2023, 17:00 Uhr (13:00 Uhr MEZ) in Taschkent (Milliy)    |   |               |           |
| Südkorea                                                         | – | Tadschikistan | 0:0       |
| 8. März 2023, 17:00 Uhr (13:00 Uhr MEZ) in Taschkent (Lokomotiv) |   |               |           |
| Jordanien                                                        | – | Oman          | 0:0       |

### Gruppe D
| Pl. | Land          | Sp. | S | U | N | Tore    | Diff. | Punkte |
| --- | ------------- | --- | - | - | - | ------- | ----- | ------ |
| 1.  | Japan         | 3   | 3 | 0 | 0 | 007:200 | +5    | 09     |
| 2.  | China         | 3   | 1 | 1 | 1 | 004:300 | +1    | 04     |
| 3.  | Saudi-Arabien | 3   | 1 | 0 | 2 | 002:400 | −2    | 03     |
| 4.  | Kirgisistan   | 3   | 0 | 1 | 2 | 001:500 | −4    | 01     |

| 3. März 2023, 15:00 Uhr (11:00 Uhr MEZ) in Taschkent (JAR)       |   |               |           |
| Japan                                                            | – | China         | 2:1 (0:1) |
| 3. März 2023, 17:00 Uhr (13:00 Uhr MEZ) in Taschkent (Milliy)    |   |               |           |
| Saudi-Arabien                                                    | – | Kirgisistan   | 1:0 (0:0) |
| 6. März 2023, 15:00 Uhr (11:00 Uhr MEZ) in Taschkent (JAR)       |   |               |           |
| Kirgisistan                                                      | – | Japan         | 0:3 (0:0) |
| 6. März 2023, 17:00 Uhr (13:00 Uhr MEZ) in Taschkent (Milliy)    |   |               |           |
| China                                                            | – | Saudi-Arabien | 2:0 (0:0) |
| 9. März 2023, 17:00 Uhr (13:00 Uhr MEZ) in Taschkent (Lokomotiv) |   |               |           |
| Saudi-Arabien                                                    | – | Japan         | 1:2 (0:1) |
| 9. März 2023, 17:00 Uhr (13:00 Uhr MEZ) in Taschkent (JAR)       |   |               |           |
| China                                                            | – | Kirgisistan   | 1:1 (0:0) |

## Finalrunde

### Spielplan
|  | Viertelfinale | Viertelfinale |            |         | Halbfinale | Halbfinale |  |  | Finale | Finale |
|  |               |               |            |         |            |            |  |  |        |        |
|  | Usbekistan    | E1 (5)E       |            |         |            |            |  |  |        |        |
|  | Australien    | 1 (4)         |            |         |            |            |  |  |        |        |
|  | Australien    | 1 (4)         | Usbekistan | E0 (3)E |            |            |  |  |        |        |
|  |               |               | Usbekistan | E0 (3)E |            |            |  |  |        |        |
|  |               | Südkorea      | 0 (1)      |         |            |            |  |  |        |        |
|  | Südkorea      | Südkorea      | 0 (1)      | V3V     |            |            |  |  |        |        |
|  | Südkorea      |               |            | V3V     |            |            |  |  |        |        |
|  | China         | 1             |            |         |            |            |  |  |        |        |
|  |               |               | Usbekistan | 1       |            |            |  |  |        |        |
|  |               | Irak          | 0          |         |            |            |  |  |        |        |
|  | Iran          | 0             |            |         |            |            |  |  |        |        |
|  | Irak          | 1             |            |         |            |            |  |  |        |        |
|  | Irak          | 1             | Irak       | E2 (5)E |            |            |  |  |        |        |
|  |               |               | Irak       | E2 (5)E |            |            |  |  |        |        |
|  |               | Japan         | 2 (3)      |         |            |            |  |  |        |        |
|  | Japan         | Japan         | 2 (3)      | 2       |            |            |  |  |        |        |
|  | Japan         |               |            | 2       |            |            |  |  |        |        |
|  | Jordanien     | 0             |            |         |            |            |  |  |        |        |

V Sieg nach Verlängerung
E Sieg im Elfmeterschießen

### Viertelfinale
| 11. März 2023, 15:00 Uhr (11:00 Uhr MEZ) in Taschkent (JAR)       |   |            |                                 |
| Iran                                                              | – | Irak       | 0:1 (0:0)                       |
| 11. März 2023, 19:00 Uhr (15:00 Uhr MEZ) in Taschkent (Milliy)    |   |            |                                 |
| Usbekistan                                                        | – | Australien | 1:1 n. V. (1:1, 0:0), 5:4 i. E. |
| 12. März 2023, 15:00 Uhr (11:00 Uhr MEZ) in Taschkent (JAR)       |   |            |                                 |
| Südkorea                                                          | – | China      | 3:1 n. V. (1:1, 0:0)            |
| 12. März 2023, 19:00 Uhr (15:00 Uhr MEZ) in Taschkent (Lokomotiv) |   |            |                                 |
| Japan                                                             | – | Jordanien  | 2:0 (0:0)                       |

### Halbfinale
| 15. März 2023, 15:00 Uhr (11:00 Uhr MEZ) in Taschkent (JAR)    |   |          |                                 |
| Irak                                                           | – | Japan    | 2:2 n. V. (1:1, 1:0), 5:3 i. E. |
| 15. März 2023, 19:00 Uhr (15:00 Uhr MEZ) in Taschkent (Milliy) |   |          |                                 |
| Usbekistan                                                     | – | Südkorea | 0:0 n. V., 3:1 i. E.            |

### Finale
| Usbekistan                                                           | Usbekistan | Irak | Irak |
| -------------------------------------------------------------------- | --- | --- | ---- |
| Usbekistan                                                           | \| Finale \| \| 18. März 2023 um 19:00 Uhr (15:00 MEZ) in Taschkent (Milliy Stadium) \| \| Ergebnis: 1:0 (0:0) \| \| Zuschauer: 33.834 \| \| Schiedsrichter: Nazmi Nasaruddin ( Malaysia) \| \| Spielbericht \| | \| Finale \| \| 18. März 2023 um 19:00 Uhr (15:00 MEZ) in Taschkent (Milliy Stadium) \| \| Ergebnis: 1:0 (0:0) \| \| Zuschauer: 33.834 \| \| Schiedsrichter: Nazmi Nasaruddin ( Malaysia) \| \| Spielbericht \|                                                                                      | Irak |
| Usbekistan                                                           | Otabek Boymurodov – Diyor Ortiqboyev, Abduqodir Xusanov, Jahongir Oʻrozov – Zafarmurod Abdurahmatov (82. Izzatillo Poʻlatov), Sherzod Esanov (61. Nodir Abdurazzoqov), Behruz Asqarov (90. Abubakir Ashurov), Mahmudjon Mahamadjonov (90. Saidafzalxon Axrorov), Umarali Rahmonaliyev , Abbosbek Fayzullayev – Asadbek Joʻraboyev (61. Poʻlatxoʻja Xoldorxonov) Cheftrainer: Ravshan Haydarov | Hussein Hasan – Sajjad Fadhil (77. Charbel Shamoon), Adam Rasheed, Kadhim Raad, Sajjad Mahdi – Ali Sadeq, Abdulrazzaq Qasim (89. Ismail Ahmed), Abdulqader Ayoob (89. Abbas Fadhil), Hayder Abdulkareem (80. Mohammed Jameel), Ali Jasim – Mustafa Qabeel (77. Ashar Ali) Cheftrainer: Emad Mohammed | Irak |
| Usbekistan                                                           | 1:0 Rahmonaliyev (72., Foulelfmeter) | | Irak |
| Usbekistan                                                           | Oʻrozov (82.) | Mahdi (33.) | Irak |
| Finale                                                               | | |      |
| 18. März 2023 um 19:00 Uhr (15:00 MEZ) in Taschkent (Milliy Stadium) | | |      |
| Ergebnis: 1:0 (0:0)                                                  | | |      |
| Zuschauer: 33.834                                                    | | |      |
| Schiedsrichter: Nazmi Nasaruddin ( Malaysia)                         | | |      |
| Spielbericht                                                         | | |      |

## Beste Torschützen
Nachfolgend sind die besten Torschützen des Turnieres aufgeführt. Bei gleicher Anzahl an Toren sind die Spieler zunächst nach der Anzahl der Vorlagen und anschließend nach den Spielminuten sortiert.
| Rang | Spieler           | Tore | Vorlagen | Spielminuten |
| ---- | ----------------- | ---- | -------- | ------------ |
| 01   | Naoki Kumata      | 5    | 0        | 299          |
| 02   | Sung Jin-young    | 3    | 0        | 345          |
| 03   | Mutellip Iminqari | 2    | 1        | 197          |
| 04   | Bernardo Oliveira | 2    | 1        | 198          |
| 05   | Kang Seong-jin    | 2    | 1        | 341          |
| 06   | Kim Yong-hak      | 2    | 1        | 374          |
| 07   | Gabriel Popovic   | 2    | 1        | 382          |
| 08   | Kuryū Matsuki     | 2    | 1        | 435          |
| 09   | Ali Jasim         | 2    | 1        | 554          |

Zu diesen besten Torschützen mit mindestens zwei Toren und einer Vorlage kommen 6 weitere mit jeweils zwei Tore ohne Vorlage, 31 weitere mit je einem Tor sowie vier Eigentore.

## Schiedsrichter
Hauptschiedsrichter
- Casey Reibelt
- Ammar Mahfoodh
- Chen Hsin-chuan
- Tam Ping Wun
- Zaid Thamer Mohammed
- Abdullah Jamali
- Nazmi Nasaruddin
- Qasim al-Hatmi
- Kim Woo-sung
- Sadullo Gulmurodi
- Axrol Risqullayev
- Yahya al-Mulla

Schiedsrichterassistenten
- Chen Hsiao-en
- So Kai Man
- Farhad Moravveji
- Noboru Ishiyama
- Yosuke Takebe
- Jassim al-Hail
- Faisal al-Shammari
- Ramina Tsoi
- Mohammad Bin Tan
- Subkhiddin Mohd Salleh
- Ali Muhammad
- Heba Saadieh
- Jang Jong-pil
- Vafo Karaev
- Sanjar Shayusupov
- Ahmed al-Rashadi